# Mycteria
Mycteria – rodzaj ptaków z rodziny bocianów (Ciconiidae).

## Zasięg występowania
Rodzaj obejmuje gatunki występujące w Ameryce, Afryce i Azji.

## Morfologia
Długość ciała 83–105 cm, rozpiętość skrzydeł 150–165 cm; masa ciała 2–3,5 kg.

## Systematyka

### Etymologia
- Mycteria: gr. μυκτηρ muktēr, μυκτηρος muktēros „pysk, nos”, od μυκτεριζω mukterizō „kręcić nosem”[9].
- Tantalus: łac. tantalus „czapla”, od Tantal (gr. Τανταλος Tantalos, łac. Tantalus), w mitologii greckiej króla Lydii, który w Hadesie był dręczony nienasyconym pragnieniem i głodem. Była to kara za kradzież nektaru i ambrozji bogów, a także za próbę sprawdzenia ich boskości poprzez nakarmienie ich ciałem swojego własnego syna, Pelopsa[9]. Gatunek typowy: Tantalus loculator Linnaeus, 1758 (= Mycteria americana Linnaeus, 1758).
- Ibis: łac. ibis, od gr. ιβις ibis, od egipskiego ḫbj. Nazwa ta na przestrzeni wieków wieloznaczna. Gatunek ibis czczony był wielbiony przez starożytnych Egipcjan, ale równie powszechnie w tym kraju występował ibis kasztanowaty. Po przybyciu do Egiptu ornitologów i odkrywców, ibis czczony był tam albo wymarły, albo na granicy wyginięcia, a nazwa ta stopniowo była stosowana do innych ptaków podobnych do bociana lub czapli (np. czapla złotawa)[9]. Gatunek typowy: Ibis candidus Daudin, 1800 (= Tantalus ibis Linnaeus, 1766).
- Tantalides: rodzaj Tantalus Linnaeus, 1758; gr. -οιδης -oidēs „przypominający”[9]. Gatunek typowy: Tantalus loculator Linnaeus, 1758 (= Mycteria americana Linnaeus, 1758).
- Pseudotantalus: gr. ψευδος pseudos „fałszywy”; rodzaj Tantalus Linnaeus, 1758[9]. Gatunek typowy: Tantalus ibis Linnaeus, 1766.
- Tantalops: rodzaj Tantalus Linnaeus, 1758; gr. ωψ ōps, ωπος ōpos „oblicze, twarz”[9]. Gatunek typowy: Tantalus ibis Linnaeus, 1766.
- Dissourodes: rodzaj Dissoura Cabanis, 1850 (bocian); Gr. -ωδης -ōdēs „przypominający”, od ειδος eidos „wygląd”[9]. Gatunek typowy: †Dissourodes milleri Short, 1966.

### Podział systematyczny
Do rodzaju należą następujące gatunki:
- Mycteria americana Linnaeus, 1758 – dławigad amerykański
- Mycteria ibis (Linnaeus, 1766) – dławigad afrykański
- Mycteria cinerea (Raffles, 1822) – dławigad malajski
- Mycteria leucocephala (Pennant, 1769) – dławigad indyjski